# Théo Berdayes
Théo Berdayes Marques (Saint-Maurice, 23 maggio 2002) è un calciatore svizzero, attaccante del Sion.

## Carriera

### Club
Berdayes è cresciuto nel settore giovanile del Sion con cui ha firmato il primo contratto professionistico il 26 gennaio 2021. Ha debuttato in prima squadra il 7 agosto seguente nell'incontro di Super League vinto 1-0 contro lo Young Boys ed il 28 agosto ha segnato il suo primo gol contro il Lugano fissando il punteggio sul definitivo 3-2 al 94'.
Il 15 giugno 2022 è stato ceduto in prestito all'Yverdon, dove ha giocato una stagione da protagonista in Challenge League, per poi far ritorno al Sion nel frattempo retrocesso a sua volta in seconda divisione.

### Nazionale
Ha giocato con la nazionale svizzera Under-20.

## Statistiche

### Presenze e reti nei club
Statistiche aggiornate al 5 dicembre 2024.
| Stagione        | Squadra         | Campionato      | Campionato | Campionato | Coppe nazionali | Coppe nazionali | Coppe nazionali | Coppe continentali | Coppe continentali | Coppe continentali | Altre coppe | Altre coppe | Altre coppe | Totale | Totale | Totale |
| Stagione        | Squadra         | Comp            | Pres       | Reti       | Comp            | Pres            | Reti            | Comp               | Pres               | Reti               | Comp        | Pres        | Reti        | Pres   | Reti   |        |
| --------------- | --------------- | --------------- | ---------- | ---------- | --------------- | --------------- | --------------- | ------------------ | ------------------ | ------------------ | ----------- | ----------- | ----------- | ------ | ------ | ------ |
| 2020-2021       | Sion II         | PL              | 16         | 4          | -               | -               | -               | -                  | -                  | -                  | -           | -           | -           | 16     | 4      |        |
| 2021-2022       | Sion II         | PL              | 16         | 6          | -               | -               | -               | -                  | -                  | -                  | -           | -           | -           | 16     | 6      |        |
| Totale Sion II  | Totale Sion II  | Totale Sion II  | 32         | 10         |                 | -               | -               |                    | -                  | -                  |             | -           | -           | 32     | 10     |        |
| 2021-2022       | Sion            | SL              | 8          | 1          | CS              | 2               | 0               | -                  | -                  | -                  | -           | -           | -           | 10     | 1      |        |
| 2022-2023       | Yverdon         | ChL             | 35         | 6          | CS              | 2               | 1               | -                  | -                  | -                  | -           | -           | -           | 37     | 7      |        |
| 2023-2024       | Sion            | ChL             | 35         | 3          | CS              | 5               | 2               | -                  | -                  | -                  | -           | -           | -           | 40     | 5      |        |
| 2024-2025       | Sion            | SL              | 17         | 2          | CS              | 3               | 0               | -                  | -                  | -                  | -           | -           | -           | 20     | 2      |        |
| Totale Sion     | Totale Sion     | Totale Sion     | 25         | 6          |                 | 10              | 2               |                    | -                  | -                  |             | -           | -           | 35     | 8      |        |
| Totale carriera | Totale carriera | Totale carriera | 95         | 12         |                 | 12              | 3               |                    | -                  | -                  |             | -           | -           | 107    | 15     |        |